# Live in Eindhoven
Live in Eindhoven – ostatni album koncertowy nagrany przez amerykański zespół Death. Został on nagrany w Eindhoven.

## Lista utworów
1. "The Philosopher" – 4:21
2. "Trapped in a Corner" – 4:40
3. "Crystal Mountain" – 5:01
4. "Suicide Machine" – 4:19
5. "Together as One" – 4:05
6. "Zero Tolerance" – 4:50
7. "Lack of Comprehension" – 3:46
8. "Flesh and the Power It Holds" – 8:41
9. "Flattening of Emotions" – 4:26
10. "Spirit Crusher" – 6:56
11. "Pull the Plug" – 5:21

## Twórcy
- Chuck Schuldiner – wokal, gitara elektryczna
- Richard Christy – instrumenty perkusyjne
- Shannon Hamm – gitara elektryczna
- Scott Clendenin – gitara basowa